# Шабанова, Эльмира Балагусейн кызы
Шабанова Эльмира Балагусейн кызы (род. 1 ноября 1940, Баку) — азербайджанская актриса и режиссер, Заслуженная артистка Азербайджана (18 декабря 2000 года), Народная артистка Азербайджана (31 июля 2006 года), лауреат премии Президента Азербайджанской Республики (5 июля 2003 года).

## Биография
Эльмира Шабанова родилась 1 ноября 1940 года в Баку, Азербайджан. Её отец был директором завода и затем депутатом Верховного Совета СССР. Она окончила факультет актерского искусства в Азербайджанском государственном институте кинематографии имени М. А. Алиева (1958—1962) и затем режиссерский факультет (1969), где позже вступила в брак с режиссером Руфатом Шабановым.

## Деятельность
Она работала преподавателем и доцентом с 1962 по 1997 год. Снялась в более чем 30 художественных фильмах в кинемастудии «Азербайджанфильм». После съемок в двух фильмах её муж запретил ей сниматься в кино до 1977 года. Она вернулась на экран в 1977 году с короткометражным фильмом «В столице несчастья» и с тех пор создала интересные образы в кино, радио и телевидении, особенно выдающуюся роль Хамида в фильме «Окно боли» (1986), снятом по сценарию Анара.

## Награды
- Заслуженная артистка Азербайджана (18 декабря 2000 года)[2]
- Народная артистка Азербайджана (31 июля 2006 года)[3]
- Персональная пенсия Президента Азербайджанской Республики (5 июля 2003 года)[4]

## Фильмография
1. «Настоящий друг» (1959) — роль: Лейла
2. «Утро» (1960) — роль: Севда
3. «В столице несчастья» (1977) — короткометражный фильм
4. «Тайна корабельных часов» (1983) — роль: Мать Алика
5. «Прошлогодней ночью» (1983) — роль: Хамиде
6. «Когда наступает август» (1984) — роль: Хумар
7. «Закрытая орбита» (1984) — телевизионная постановка
8. «Окно боли» (1986) — роль: Хамиде
9. «Сурейя» (1987) — роль: Белая тётя
10. «Круг» (1989) — короткометражный фильм, роль: Друг Арифа
11. «Убийство в ночном поезде» (1990) — роль: Мать
12. «Свидетель девушки» (1990) — роль: Мать Ренана
13. «Зирзами» (1990) — роль: Тамара ханум
14. «Крик» (1993) — роль: Мать Исмаила
15. «Тахмина» (1993) — роль: Алия
16. «Другое время» (1996) — роль: Мать Орхана
17. «Рабочий человек» (1996) — короткометражный фильм
18. «Последний бой» (1996) — роль: Мать
19. «Невесты» (2002) — телевизионная постановка
20. «Тайная мелодия пространства» (2004) — роль: Тётя Ренана
21. «Прощай, южный город» (2006) — роль: Мачеха
22. «Проверка» (2006) — телесериал
23. «Кавказ» (2007) — роль: Мать
24. «Дочери» (2007) — телесериал
25. «Старики» (2008) — короткометражный фильм
26. «40-я дверь» (2008) — роль: Тётя Фатма
27. «Братья» (2012—2014)
28. «Внутренний город» (2016) — роль: Мать